# Масариков университет
Масариков университет (чеш. Masarykova univerzita, в 1960—1990 годах действовавший под названием Университет им. Яна Эвангелисты Пуркине) был основан в 1919 году, располагается в Брно и включает в себя 10 факультетов. По количеству студентов в аккредитированных программах обучения университет занимает второе место в Чешской республике.
Университет входит в ассоциацию университетов Европы Утрехтская сеть.

## История университета
Особую роль в возникновении университета сыграл Томаш Масарик, профессор Карлова университета, позже первый президент Чехословакии. В рамках своей научной и политической деятельности он уделял особое внимание развитию чехословацких высших учебных заведений и уже в 1880-х годах подчеркивал необходимость широкой конкуренции в научной работе. В связи с этим он указывал на то, что единственному чешскому университету того времени необходим конкурент для собственного развития. Учреждение второго чешского университета долгие годы было одним из его политических приоритетов и в этом вопросе его поддерживало множество профессоров, студентов, а также широкая общественность.
Большой проблемой оказался выбор места для нового университета. Хотя и преобладало мнение, что он должен быть основан в Брно, против этого были настроены населявшие город немцы, которые полностью контролировали его политическую жизнь и боялись ослабления своего влияния. В конце концов это стало причиной конфликтов на национальной почве, вылившиеся в уличные столкновения в 1905 году.
Конец Первой мировой войны и распад Австро-Венгрии создали более благоприятные условия для основания нового университета. 28 января 1919 года законом номер 50 Sb. он был учрежден, и в момент своего возникновения состоял из четырёх факультетов (юридического, лечебного, природоведческого и философского). Хотя закон предполагал застройку территории университета вплоть до 1930 года, удалось претворить в жизнь только здание юридического факультета.
Нацистская оккупация нанесла университету тяжелые людские и материальные потери (например была казнена или замучена четверть профессорского состава естественнонаучного факультета). Другие вмешательства последовали со стороны коммунистической власти после 1948 года. Самые масштабные чистки произошли на юридическом факультете, который вынуждены были покинуть 46 % студентов; в 1950 году факультет был полностью упразднен. В 1960—1990 годах по политическим мотивам университет назывался именем Яна Эвангелисты Пуркине. В 1946 году был основан педагогический факультет, который, однако, в 1953—1964 годах не был включен в состав университета.
После Бархатной революции в ноябре 1989 года университет снова стал развиваться — были основаны четыре новых факультета (экономики, информатики, социальных наук и физкультуры и спорта), на стадии строительства находится университетский кампус. За разработанную информационную систему университет получил европейскую награду EUNIS Elite Award (2005).

## Факультеты и отделения
- Педагогический факультет (PedF)[5]
- Юридический факультет (PrF)[6]
- Факультет физкультуры и спорта (FSpS)[7]
- Факультет социальных наук (FSS)[8]
- Экономический факультет (ESF)[9]
- Факультет медицины (LF)[10]
- Факультет информатики (FI)[11]
- Естественнонаучный факультет (PřF)[12]
- Философский факультет (FF)[13]
- Фармацевтический факультет (FarmF)[14]

- Музей им. Менделя[15]
- Международный институт политологии
- Институт вычислительной техники[16]

## Кампус
Кампус университета расположен в Брно-Богунице. Это современный комплекс зданий для обучения (а также научной и исследовательской работы) студентов и работников лечебного факультета, природоведческого факультета и спортивного факультетов университета им. Масарика. Кампус находится вблизи старой и новой больниц Богунице, здания Моравского краевого архива и торгового центра Campus Square.